# Battaglia del Canale d'Otranto (1940)
La battaglia del Canale d'Otranto si svolse nel corso della seconda guerra mondiale la notte dell'11-12 novembre 1940, contemporaneamente agli avvenimenti della Notte di Taranto.
La sera dell'11 novembre, intorno alle 18, alcuni incrociatori e cacciatorpediniere inglesi si distaccarono dalla flotta principale che stava dirigendosi verso il golfo di Taranto per l'operazione Judgement e si diressero verso il Canale d'Otranto per intercettare il traffico verso l'Albania. Lo squadrone inglese era costituito dagli incrociatori leggeri Orion, Ajax, Sydney con la scorta dei cacciatorpediniere della classe Tribal Nubian e Mohawk.
Il convoglio italiano era costituito dai piroscafi Antonio Locatelli, Premuda, Capo Vado e Catalani, scortati dalla vecchia torpediniera Fabrizi, al comando del tenente di vascello Giovanni Barbini, e dall'incrociatore ausiliario RAMB III al comando del capitano di fregata Francesco De Angelis.

## Ordine di battaglia

### Regia Marina
capitano di fregata Francesco De Angelis
- Incrociatore ausiliario RAMB III
- Torpediniera Nicola Fabrizi (danneggiata)
- 4 navi mercantili (tutti affondati)
  - Antonio Locatelli (5,691 tsl)
  - Premuda (4,427 tsl)
  - Capo Vado (4,391 tsl)
  - Catalani (2,429 tsl)

### Royal Navy
contrammiraglio Henry Daniel Pridham-Whippel
- 3 incrociatori leggeri:
  - Orion 
  - Ajax
  - Sydney
- 2 cacciatorpediniere:
  - Nubian
  - Mohawk

## Lo scontro

La motonave Catalani della Tirrenia, una delle navi affondate.

Le navi britanniche, dopo aver attraversato il canale ed essere entrate in Adriatico, intercettarono un convoglio diretto a Valona. L'azione ebbe luogo alle 1.05 del 12 novembre. Gli inglesi dopo aver localizzato il convoglio italiano affondarono tutti i piroscafi nonostante l'eroica difesa offerta della torpediniera Fabrizi, gravemente danneggiata, mentre l'incrociatore RAMB III, dopo un iniziale scambio d'artiglieria, nel corso del quale sparò in sua difesa 19 salve, si dileguò lasciando i piroscafi alla loro sorte, riuscendo a rompere il contatto salvandosi nel porto di Bari. La torpediniera si lanciò invece all'attacco e fatta segno ad intenso fuoco nemico, si portò a distanza utile di lancio, che non riuscì ad eseguire per le avarie causate dal tiro avversario, reagendo allora in modo deciso con le artiglierie, attirando su di sé le forze nemiche per dare l'opportunità ai piroscafi del convoglio di porsi in salvo; quando, dopo aver tentato in ogni modo di danneggiare il nemico, ogni azione offensiva era resa impossibile, in quanto a causa dei danni subiti, la galleggiabilità della torpediniera era oramai compromessa e l'efficienza delle artiglierie notevolmente ridotta, la nave manovrò per cercare di portare le forze nemiche lontano dal campo di azione e verso i campi minati predisposti dalla Regia Marina. Il comandante della torpediniera, ferito ad una gamba fin dall'inizio del combattimento, pur perdendo sangue in abbondanza, si fece prestare i primi sommari soccorsi solo ad azione ultimata continuando a tenere il comando della sua unità fino all'ormeggio in porto.
Nello scontro 36 marinai italiani persero la vita, e 42 vennero feriti. Per questa azione, il tenente di vascello Franco Barbini venne decorato con la medaglia d'oro al valor militare.

## La reazione italiana
La reazione italiana fu immediata, ma i velivoli della Regia Aeronautica non riuscirono a localizzare la flotta nemica ed i pochi CANT inviati in missione di ricognizione vennero falcidiati dalle forze nemiche.
La Regia Marina inviò delle motosiluranti da Valona, gli incrociatori Attendolo ed Eugenio di Savoia della VII Divisione con i cacciatorpediniere della XV Squadriglia da Brindisi, e gli incrociatori Duca degli Abruzzi e Garibaldi della VIII Divisione con i cacciatorpediniere della VII e VIII Squadriglia da Taranto, ma le navi italiane non riuscirono a stabilire il contatto.
Nella giornata del 12 novembre 140 marinai vennero salvati dalle torpediniere Curtatone e Solferino.